# أبيجيل كوين
أبيجيل كوين هي ممثلة أمريكية ولدت في غينزفيل،فلوريدا.